# Semper Femina
Semper Femina è il sesto album in studio della cantautrice britannica Laura Marling, pubblicato nel 2017.

## Tracce
1. Soothing – 4:16
2. The Valley – 5:40
3. Wild Fire – 4:50
4. Don't Pass Me By – 5:09
5. Always This Way – 4:33
6. Wild Once – 4:22
7. Next Time – 4:01
8. Nouel – 4:53
9. Nothing, Not Nearly – 4:31

Durata totale: 42:15